# Ichneumia albicauda
La mangosta de cola blanca (Ichneumia albicauda) es una especie de mamífero carnívoro de la familia Herpestidae. Es la única especie que forma el género Ichneumia. Se encuentra en el África subsahariana y el sur de Arabia.
La mangosta de cola blanca vive principalmente en el África subsahariana y en la parte sur de la península arábiga. Este animal vive en una amplia variedad de hábitats que van desde el desierto a la sabana, pero parece evitar las áreas húmedas de la cuenca del río Congo.